# Rzechcino
Rzechcino (kaszub. Rzechcëno lub Reksëno, niem. Rexin) – wieś w Polsce położona w województwie pomorskim, w powiecie słupskim, w gminie Potęgowo.
W latach 1975–1998 miejscowość administracyjnie należała do województwa słupskiego.

## Części wsi
| SIMC    | Nazwa      | Rodzaj    |
| ------- | ---------- | --------- |
| 1014932 | Rzechcinko | część wsi |

## Wspólnoty wyznaniowe
- Wierni kościoła rzymskokatolickiego należą do parafii św. Stanisława w Stowięcinie
- Sala Królestwa Zboru Świadków Jehowy[6]